# Guerra ottomano-mamelucca (1516-1517)
La guerra ottomano-mamelucca del 1516-1517 fu il secondo grande conflitto tra il sultanato mamelucco con sede in Egitto e l'Impero ottomano, che portò alla caduta del sultanato mamelucco e all'incorporazione del Levante, dell'Egitto e dell'Hejaz come province di l'Impero Ottomano. La guerra trasformò l'Impero Ottomano da un regno ai margini del mondo islamico, situato principalmente in Anatolia e nei Balcani, in un enorme impero che comprendeva gran parte delle terre tradizionali dell'Islam, comprese le città di La Mecca, Il Cairo, Damasco e Aleppo. Nonostante questa espansione, la sede del potere politico dell'impero rimase sempre a Costantinopoli.

## Antefatti
Il rapporto tra Ottomani e Mamelucchi era stato contraddittorio sin dalla conquista di Costantinopoli nel 1453; entrambi gli stati gareggiavano per il controllo del commercio delle spezie e gli Ottomani aspiravano a prendere il controllo delle Città Sante dell'Islam. Un precedente conflitto, durato dal 1485 al 1491, aveva portato a una situazione di stallo.
Nel 1516, gli ottomani erano liberi da altre preoccupazioni, il sultano Selim I aveva appena sconfitto i persiani safavidi nella battaglia di Caldiran nel 1514 e rivolse tutta la loro potenza contro i mamelucchi, che governavano in Siria ed Egitto, per completare il Conquista ottomana del Medio Oriente.
I Mamelucchi arruolarono i contadini delle zone rurali come soldati per la loro imminente guerra con gli Ottomani. In risposta, molti di questi uomini fuggirono per evitare di essere arruolati. Ciò portò alla carenza di manodopera nelle campagne necessaria per la produzione alimentare e alla carenza di pane, con conseguente quasi carestia che devastò le città dal Cairo all'Anatolia.
Sia gli ottomani che i mamelucchi radunarono circa 60 000 soldati. Tuttavia solo 15 000 soldati mamelucchi erano guerrieri addestrati, gli altri erano semplici coscritti che non sapevano nemmeno come sparare con un moschetto. Di conseguenza, la maggior parte dei mamelucchi fuggì, evitando le linee del fronte o persino si suicidò. Inoltre, come già accaduto nella battaglia di Caldiran, i colpi dei cannoni e delle armi da fuoco ottomane spaventavano i cavalli mamelucchi che correvano in modo incontrollabile in ogni direzione.

## Operazioni

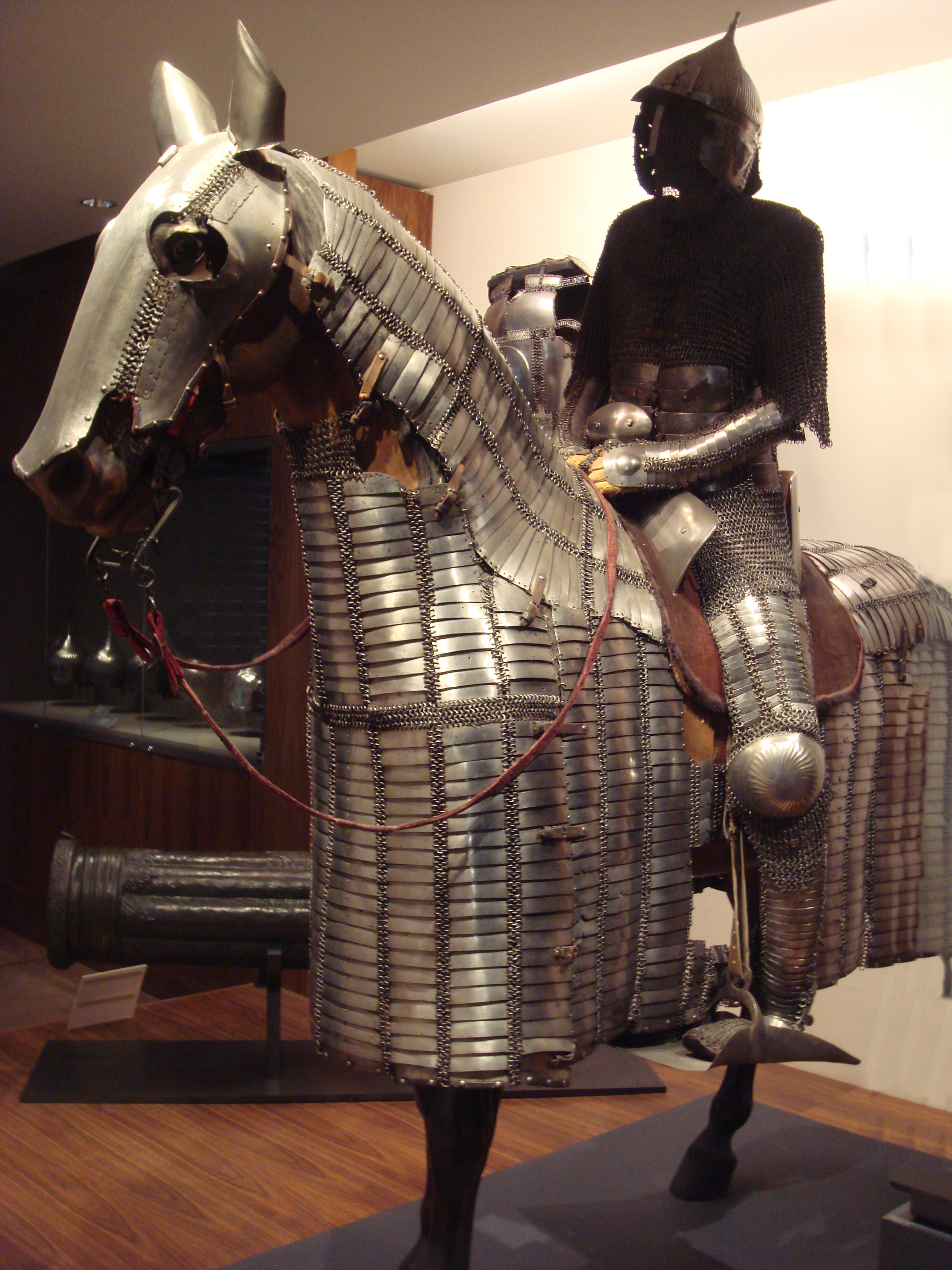
Cavalleria pesante mamelucca, c. 1550. Musée de l'Armée

La guerra si svolse in diverse battaglie. L'esercito mamelucco era piuttosto tradizionale, composto principalmente da cavalleria che utilizzava archi e frecce, mentre l'esercito ottomano, ed in particolare il corpo dei giannizzeri, era piuttosto moderno, ed usava gli archibugi. I Mamelucchi rimanevano orgogliosi della loro tradizione e tendevano a ignorare l'uso delle armi da fuoco.

### Operazioni nel Levante (1516)
Gli Ottomani conquistarono per la prima volta la città di Diyarbekir nell'Anatolia sud-orientale. La battaglia di Marj Dabiq (24 agosto) fu decisiva e il sovrano mamelucco Kansuh al-Ghuri fu ucciso. Gli Ottomani apparentemente erano più numerosi dei Mamelucchi con un fattore 3 a 1. La Siria cadde sotto il dominio degli Ottomani con questa singola battaglia.
La battaglia di Khan Yaunis avvenne vicino a Gaza (28 ottobre) e fu una nuova sconfitta per i mamelucchi.

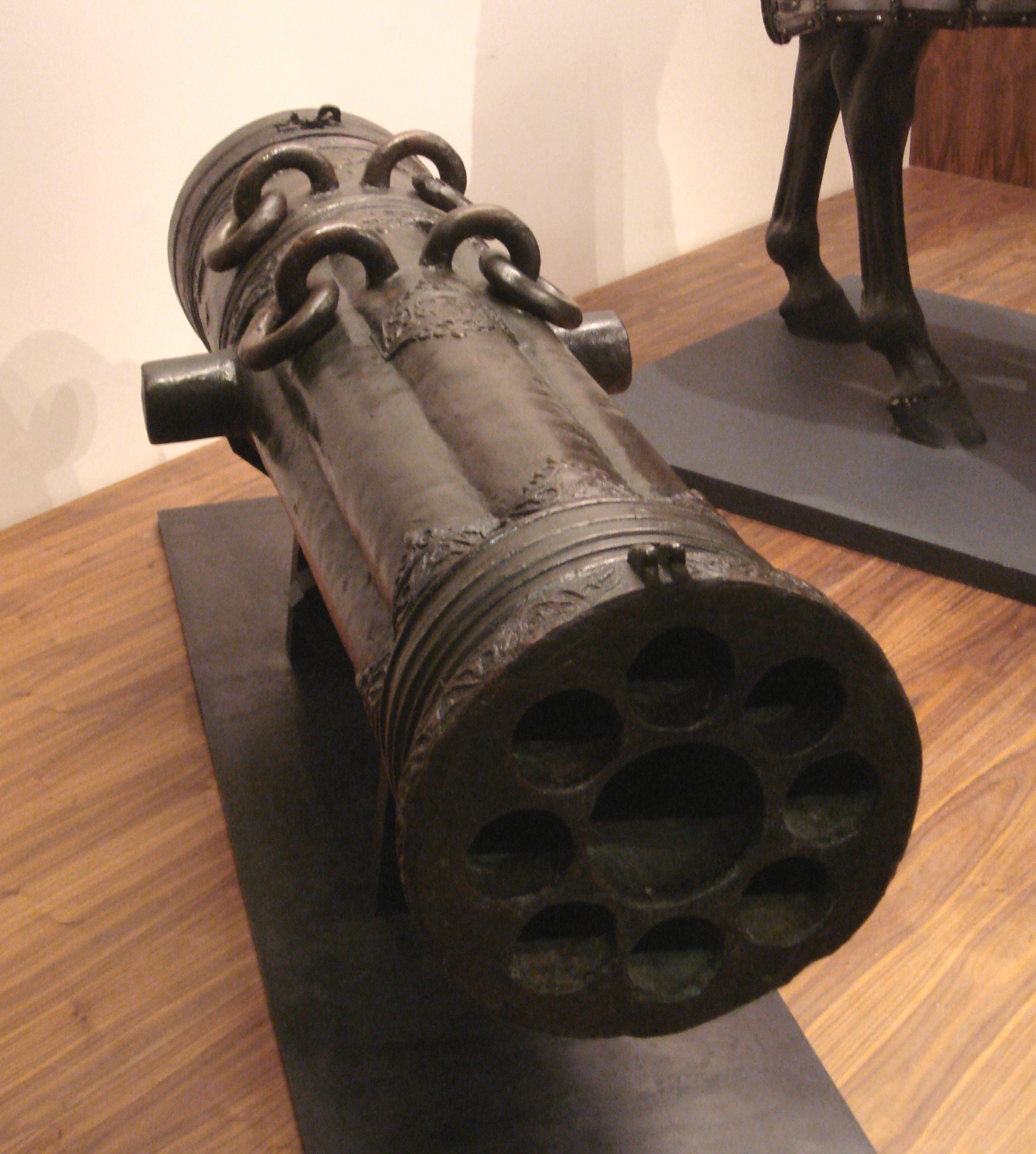
Cannone ottomano a volo a 9 canne, primi anni del XVI secolo

### Operazioni in Egitto (1517)
Il successore di Al-Ghuri come sultano mamelucco, Tuman Bey, reclutò freneticamente truppe da varie classi della società e beduini, e tentò di equipaggiare le sue armate con una certa quantità di cannoni e armi da fuoco, ma in maniera tardiva e su scala limitata. Infine, alle porte del Cairo, si svolse la battaglia di Ridaniya (24 gennaio), in cui perse la vita il comandante ottomano Hadim Sinan Pascià. In questa battaglia, Selim I e Tuman Bay si affrontarono. Le armi da fuoco e le pistole dispiegate da Tuman Bay si rivelarono quasi inutili, poiché gli ottomani gestirono un attacco dalle retrovie.
La campagna era stata supportata da una flotta di circa 100 navi che rifornivano le truppe durante la loro campagna per il sud.
Pochi giorni dopo, gli Ottomani conquistarono e saccheggiarono il Cairo, catturando il califfo Al-Mutawakkil III. Tuman Bay raggruppò le sue truppe a Giza, dove fu infine catturato e quindi impiccato alle porte del Cairo.

### Operazioni in Mar Rosso (1517)
La flotta ottomana di Selman Reis era già di stanza sul Mar Rosso nel 1517. Temendo che le flotte portoghesi continuassero il blocco su Bab Al Mandab. Le flotte di Selman miravano a scontrarsi con i portoghesi per liberare la rotta commerciale con l'India e per proteggere la terra santa di Hejaz. Nonostante la guerra in corso con i mamelucchi, gli ottomani difesero Jeddah nel dicembre 1517, l'ultima guarnigione del regime mamelucco. Di conseguenza anche lo Sharif della Mecca, Barakat ibn Muhammad, si sottomise agli Ottomani otto anni dopo, ponendo le città sante della Mecca e Medina sotto il dominio ottomano come uno stato vassallo, mentre Jeddah divenne un Beylerbeylik diretto dell'Impero Ottomano.
Il potere ottomano si estendeva ora fino al confine meridionale del Mar Rosso, sebbene il controllo dello Yemen rimase parziale e sporadico.

## Conseguenze

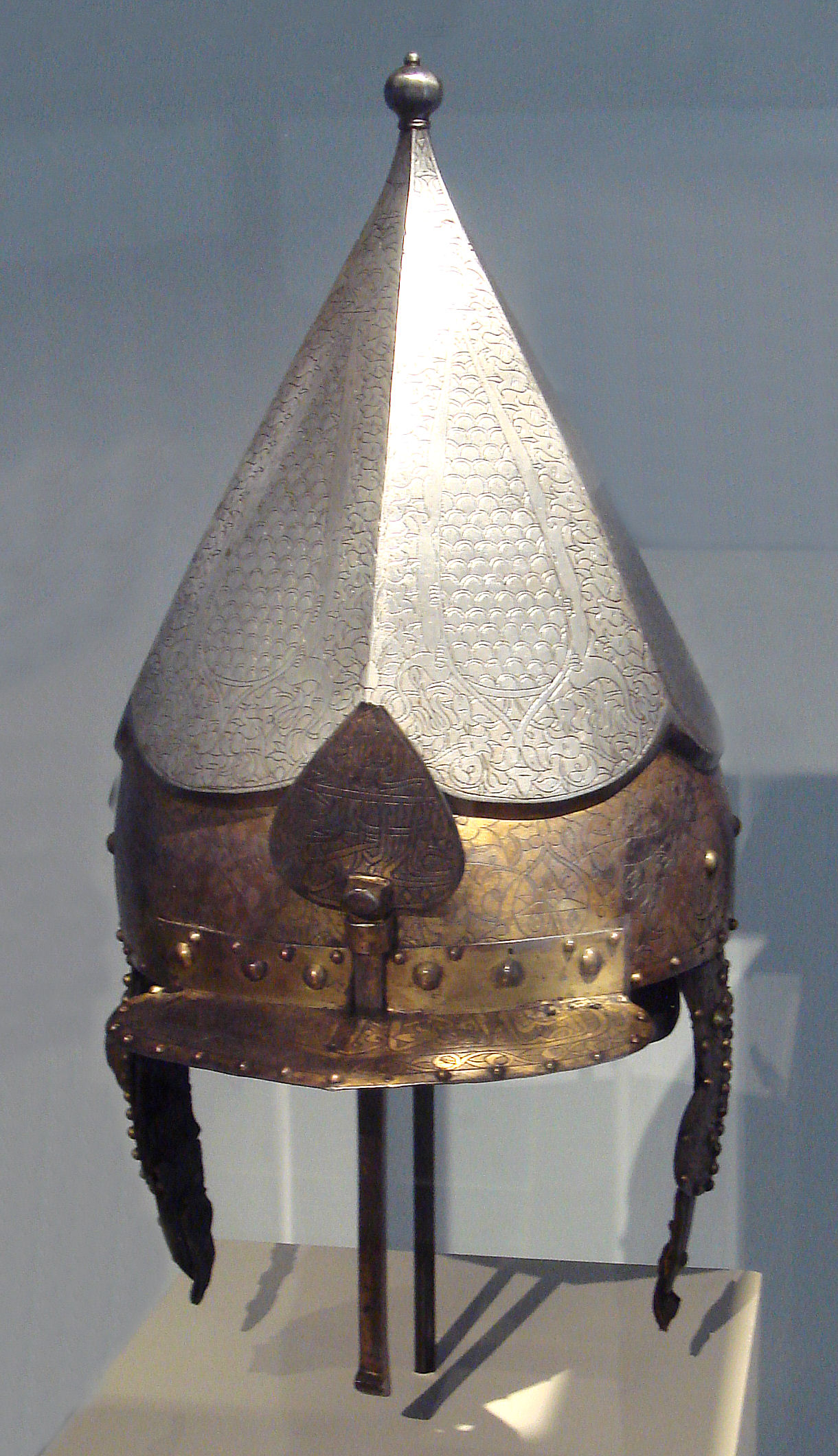
Elmo ottomano con i simboli dell'arsenale di Hagia Irene, Costantinopoli, c. 1520, Musée de l'Armée

La cultura e l'organizzazione sociale mamelucca persistettero a livello regionale e l'assunzione e l'istruzione di soldati "schiavi" mamelucchi continuarono, ma il sovrano dell'Egitto era ormai un governatore ottomano protetto da una milizia ottomana. La caduta del sultanato mamelucco pose effettivamente fine alla guerra navale tra portoghesi e mamelucchi, con gli ottomani nuovi antagonisti all'espansione portoghese nell'Oceano Indiano.
La conquista dell'Impero Mamelucco aprì anche i territori dell'Africa agli Ottomani. Durante il XVI secolo il potere ottomano si espanse ulteriormente a ovest del Cairo, lungo le coste dell'Africa settentrionale. Il corsaro Hayreddin Barbarossa stabilì una base in Algeria e in seguito realizzò la conquista di Tunisi nel 1534.
Dopo la sua cattura a Il Cairo, il califfo Al-Mutawakkil III fu portato a Costantinopoli, dove alla fine dovette cedere il suo incarico di califfo al successore di Selim, Solimano il Magnifico. Questo stabilì il califfato ottomano, con il sultano come capo, trasferendo così l'autorità religiosa dal Cairo al trono ottomano.
Il Cairo rimase in mano ottomana fino alla conquista francese dell'Egitto nel 1798, quando Napoleone I affermò di eliminare i mamelucchi, mentre il Levante rimase ottomano fino alla prima guerra mondiale.
La conquista dei domini dei Mamelucchi fu la più grande impresa militare che un sultano ottomano avesse mai tentato. Inoltre, la conquista permise agli ottomani il controllo di due delle più grandi città del mondo all'epoca: Costantinopoli e Il Cairo. Era dai tempi dell'Impero Romano che il mar Nero, il mar Rosso, il mar Caspio ed il mar Mediterraneo non erano governati da un unico impero: gli Ottomani.
La conquista dell'Egitto si rivelò estremamente redditizia per l'impero in quanto produsse le entrate fiscali più alte di qualsiasi altro territorio ottomano, fornendo circa il 25% di tutto il cibo consumato. Tuttavia, la Mecca e Medina furono le più importanti città conquistate, poiché ufficialmente resero Selim e i suoi discendenti i califfi dell'intero mondo musulmano fino all'inizio del XX secolo.